# Nazionale femminile di hockey su ghiaccio della Francia
La nazionale di hockey su ghiaccio femminile della Francia è controllata dalla Federazione di hockey su ghiaccio della Francia, la federazione francese di hockey su ghiaccio, ed è la selezione che rappresenta la Francia nelle competizioni internazionali femminili di questo sport.